# Organizacija za prehranu i poljoprivredu
Organizacija za prehranu i poljoprivredu (kratica FAO od engl. Food and Agriculture Organization; fran. Organisation des Nations Unies pour l’alimentation et l’agriculture, ONUAA),  organizacija za prehranu i poljoprivredu Ujedinjenih naroda. Utemeljena 16. listopada 1945. godine u Quebecu, Kanada, s ciljem poboljšanja razine prehrane i standarda, kao i unapređenja poljoprivredne proizvodnje i života u seoskim zajednicama. 
Od 1951. godine sjedište organizacije je u Rimu.
Organizacija za prehranu i poljoprivredu danas ima 190 zemalja članica (podatak na 11. travnja 2006.), a Hrvatska je primljena u članstvo 6. studenoga 1993. godine.

## Vanjske poveznice
- FAO